# Cypřiš
Cypřiš (Cupressus) je rod rostlin z čeledi cypřišovité. Jde o stálezelené jehličnaté stromy nebo keře, rostoucí převážně v teplých oblastech severní polokoule. V některých místech porosty cypřišů určují ráz krajiny, například cypřiš stálezelený v oblasti Toskánska.

## Charakteristika
Cypřiše jsou stálezelené aromatické stromy, vzácněji keře. Koruna může být úzce sloupcovitá, kuželovitá, u některých druhů ale i široce rozložitá. Listy jsou drobné, šupinovité, na větvičkách těsně přitisklé a střechovitě se překrývající; větvičky jsou na průřezu oválné nebo čtyřhranné a větví se metličkovitě (nikoli plošně jako u zeravů). Šišky jsou 2–4 cm dlouhé, kulaté nebo vejčité, visící na krátkých stopkách.
Mnohé druhy patří v teplých oblastech k oblíbeným okrasným dřevinám, v českých podmínkách vesměs nejsou mrazuvzdorné. Hojně se v Česku pěstuje pouze cypřiš nutkajský pocházející ze severozápadu Severní Ameriky, další druhy jen výjimečně v chráněných polohách nejteplejších krajů (cypřiš arizonský, vždyzelený ad.).

## Zástupci
Rod cypřiš procházel v prvním desetiletí 21. století bouřlivou taxonomickou revizí. Počet druhů kolísá mezi 16–28 podle toho, zda jsou jednotlivé odlišné populace v literatuře považovány za samostatné druhy, nebo jen pouhé poddruhy nebo varianty. Nejčastěji se rod dělí na čtyři podrody: Cupressus subg. Cupressus zahrnující druhy Starého světa, subg. Hesperocyparis zahrnující většinu druhů Nového světa, a dále dva monotypické podrody: subg. Xanthocyparis (C. vietnamensis) a subg. Callitropsis (cypřiš nutkajský, který byl dlouho řazen do rodu cypřišek jako Chamaecyparis nootkatensis a bez významu by nebylo ani jeho vydělení do samostatného monotypického rodu).
Níže je uvedeno zjednodušené geografické uspořádání.

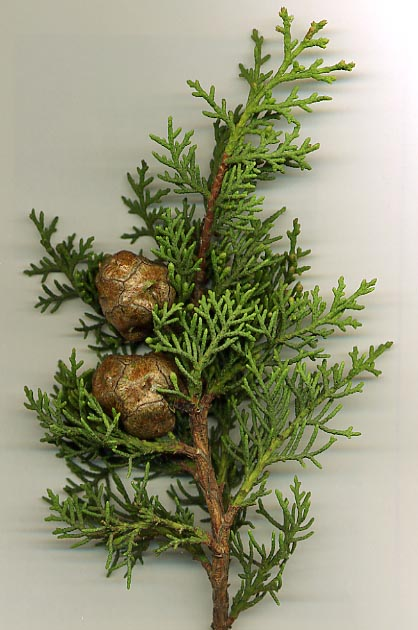
Větévka cypřiše vždyzeleného (Cupressus sempervirens)

### Druhy Starého světa
- Cupressus sempervirens (cypřiš stálezelený) – Mediterán
- Cupressus dupreziana – Alžírsko
- Cupressus torulosa – Himálaj (Pákistán, Čína)
- Cupressus cashmeriana – Indie, Bhútán
- Cupressus vietnamensis – Vietnam
- Cupressus funebris – Vietnam, Čína
- Cupressus chengiana – Čína
- Cupressus duclouxiana – Čína, Tibet
- Cupressus gigantea – Tibet

### Druhy Nového světa
- Cupressus arizonica (cypřiš arizonský) – jihozápad USA, Mexiko
- Cupressus bakeri – západ USA
- Cupressus benthamii – Mexiko
- Cupressus forbesii (cypřiš Forbesův) – Mexiko, Kalifornie
- Cupressus glabra – Arizona
- Cupressus goveniana – Kalifornie
- Cupressus guadalupensis – Mexiko
- Cupressus lusitanica (cypřiš mexický) – Mexiko, Střední Amerika
- Cupressus macnabiana – Kalifornie
- Cupressus macrocarpa (cypřiš velkoplodý) – Kalifornie
- Cupressus montana – Mexiko
- Cupressus nevadensis – Kalifornie
- Cupressus nootkatensis – od Aljašky přes západ Kanady po Kalifornii
- Cupressus revealiana – Mexiko
- Cupressus sargentii (cypřiš Sargentův) – Kalifornie
- Cupressus stephensonii – Kalifornie, Mexiko

## Galerie

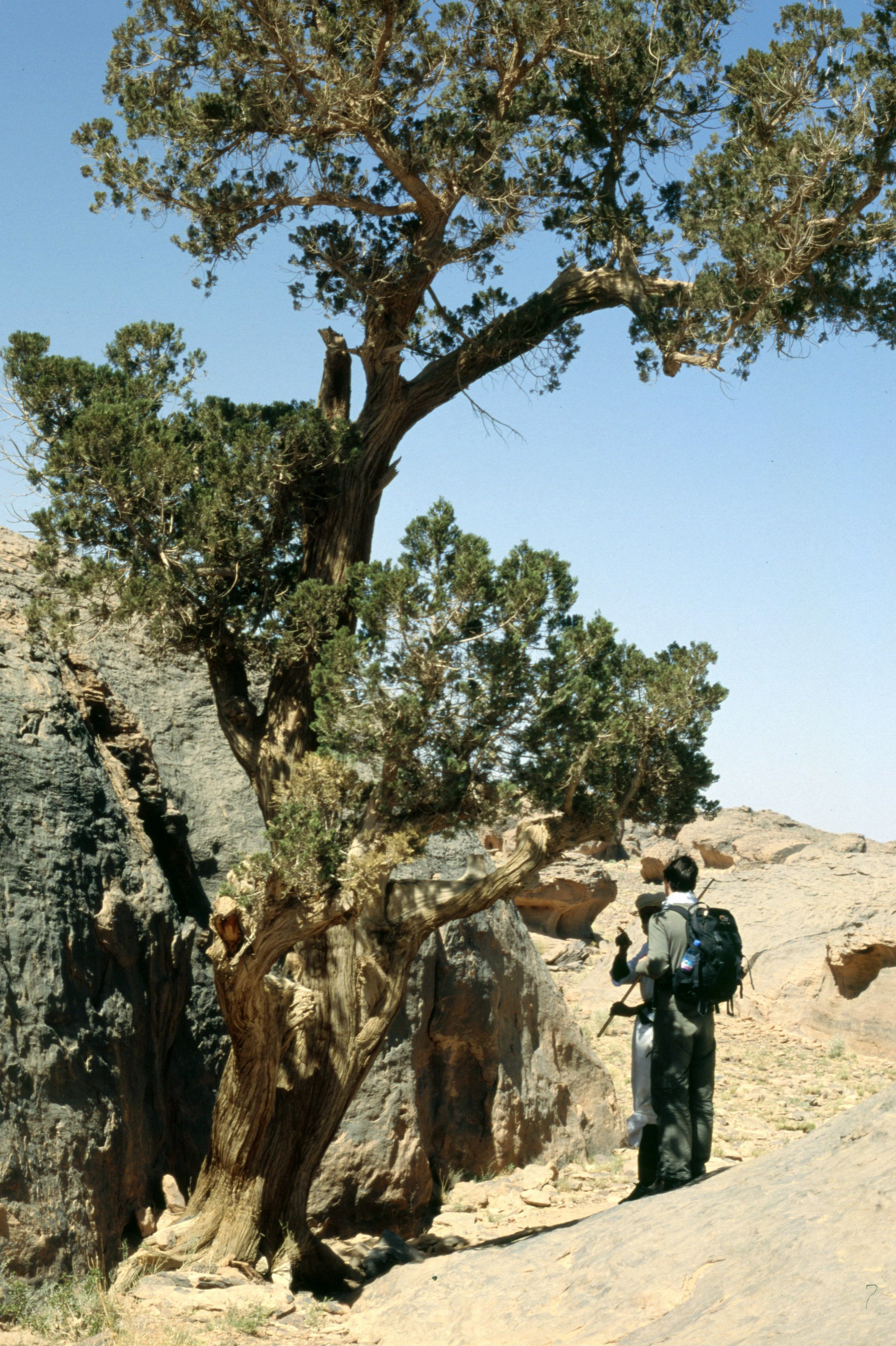
Cupressus dupreziana na Sahaře
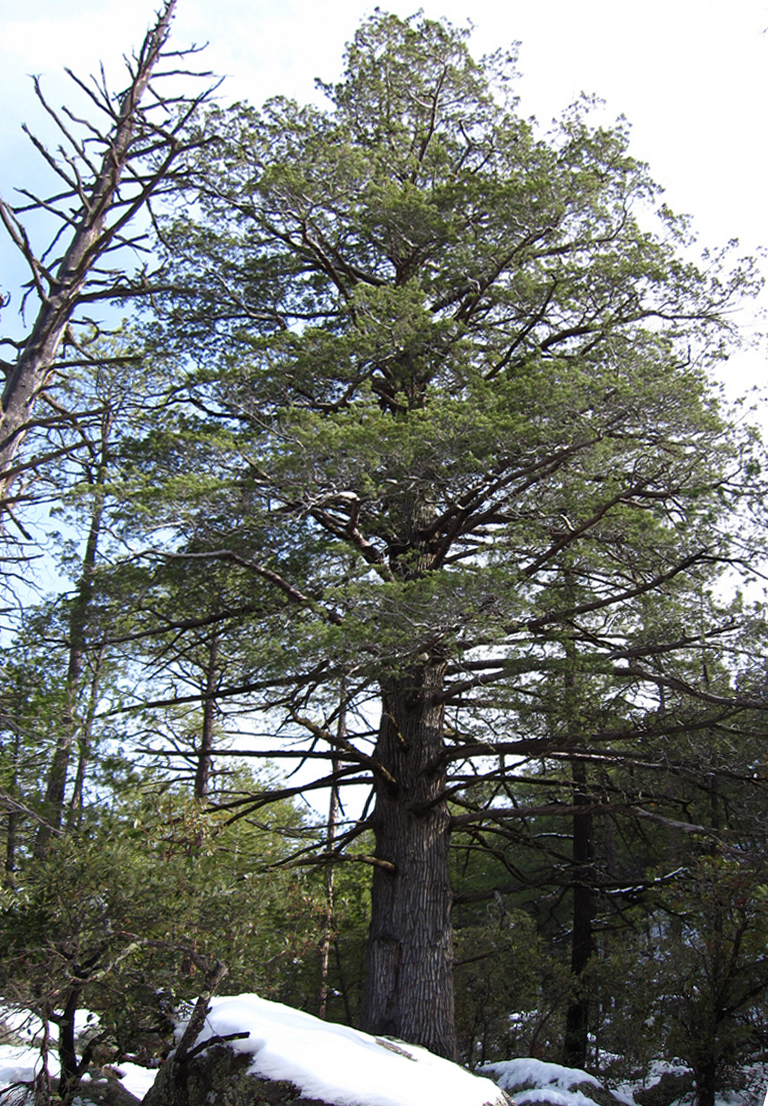
Cypřiš arizonský
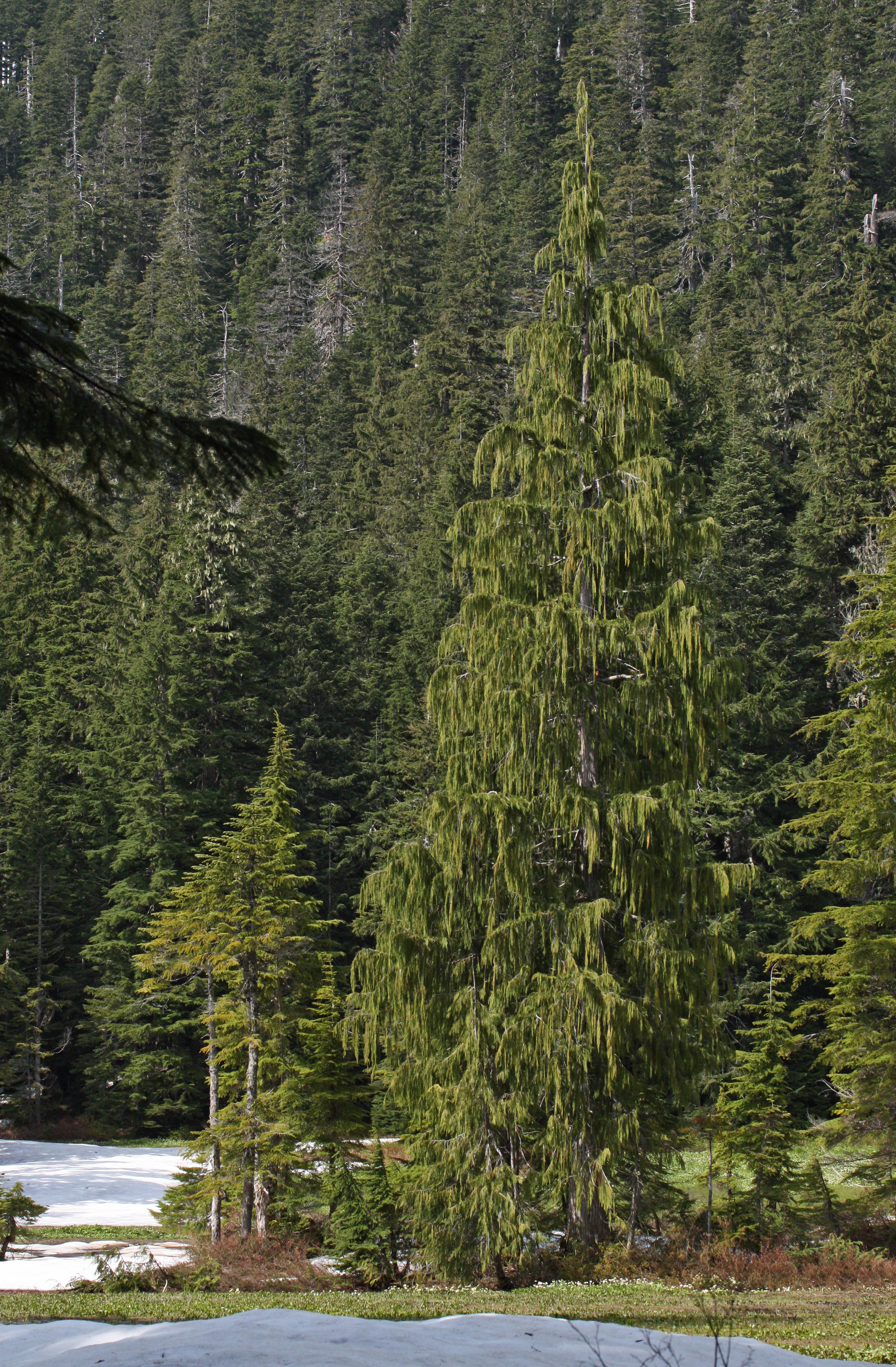
Cypřiš nutkajský (Cupressus nootkatensis)
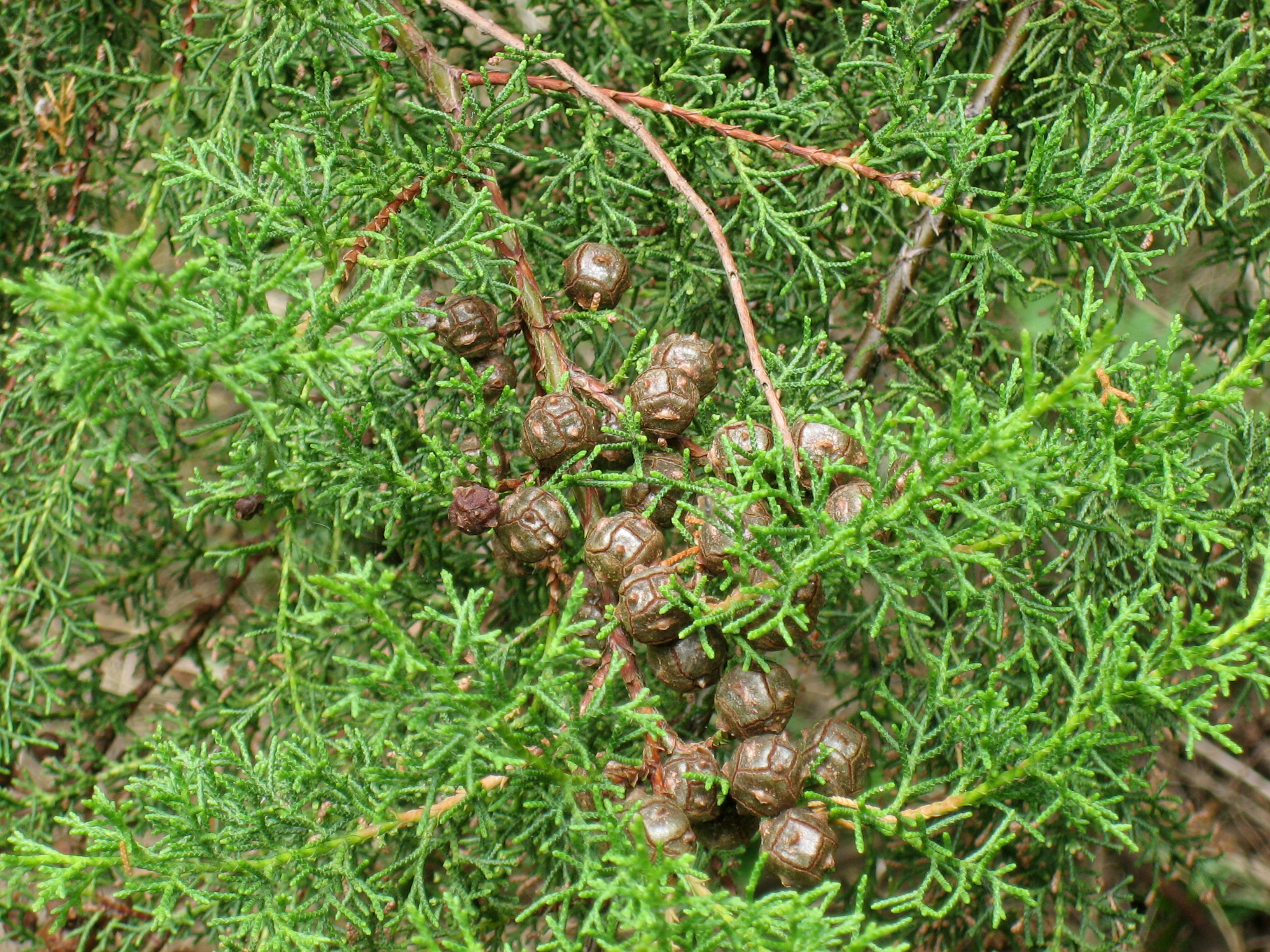
Cypřiš mexický
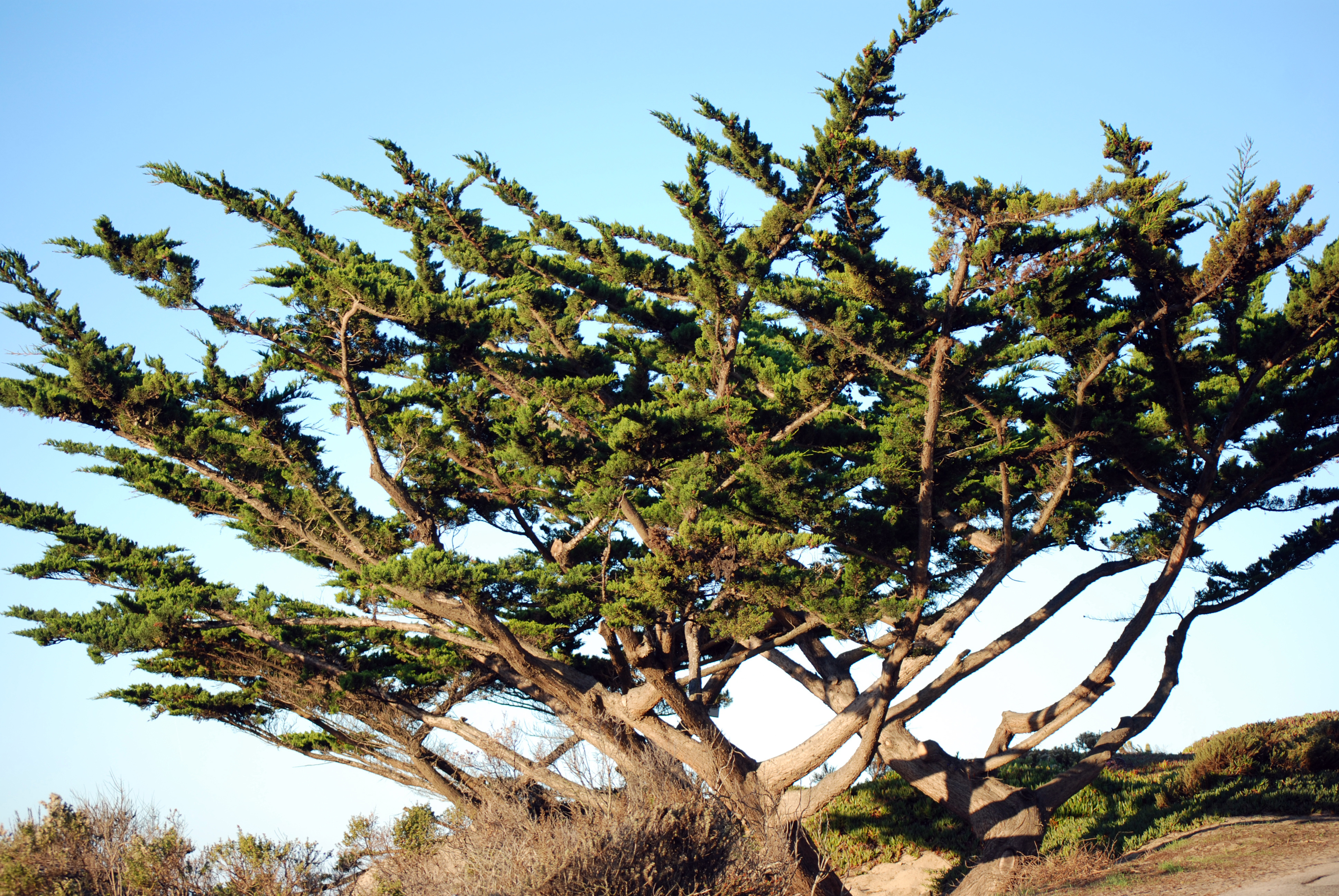
Cupressus macrocarpa